# Sylvia Miles
Sylvia Miles, född 9 september 1924 i New York, död 12 juni 2019 i New York, var en amerikansk skådespelare.

## Filmografi i urval
- 1969 – Midnight Cowboy
- 1982 – Mord på ljusa dagen
- 1989 – En hon-djävuls liv och lustar